# 法華クラブ

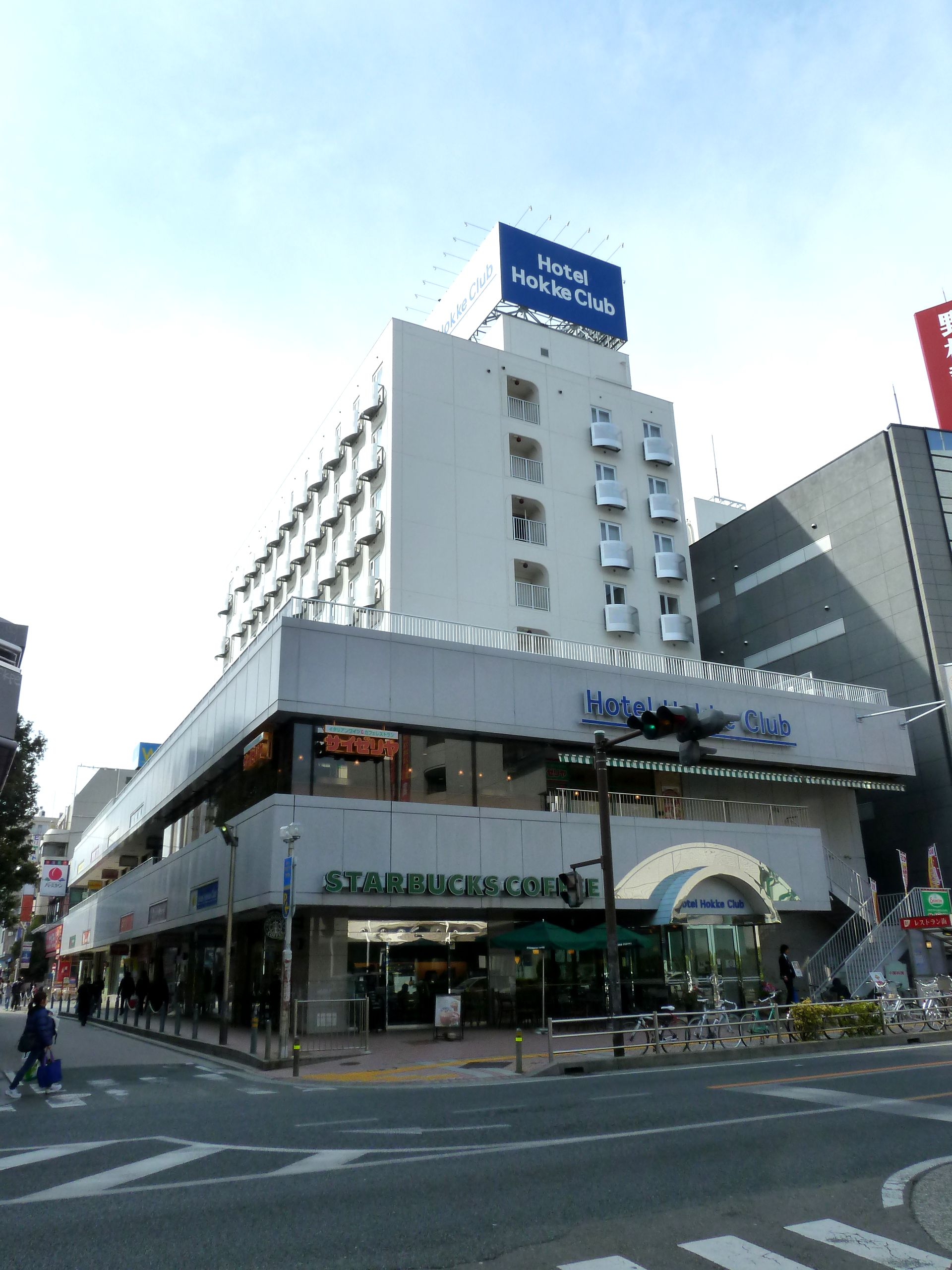
ホテル法華クラブ藤沢

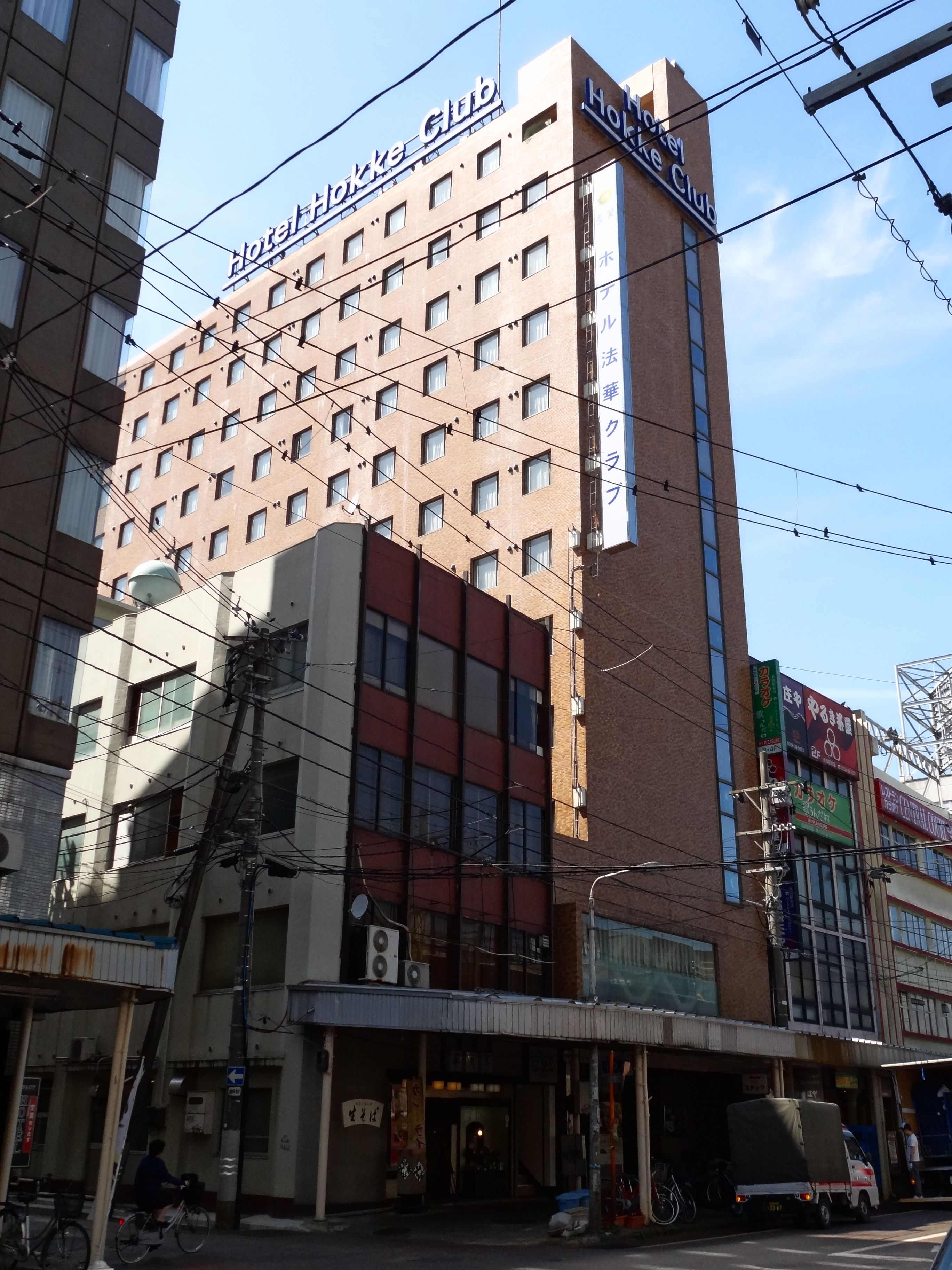
ホテル法華クラブ新潟・長岡(旧：ホテルニューグリーン・パル)

法華クラブ（ほっけクラブ）とは、株式会社法華倶楽部（ほっけくらぶ）が運営するビジネスホテルチェーンである。

## 概要
宿泊特化型のビジネスホテルであり、全国18店舗を展開。地産地消の朝食バイキングを提供し、仙台、函館では宴会も受注している。公式サイトでは「日本最初のビジネスホテル」を自称している。
運営会社の株式会社法華倶楽部は現在「法華クラブ」ブランドの他、2012年（平成24年）からハイグレードタイプのビジネスホテル「アルモントホテル」を展開しており、関西版ミシュランガイドにも掲載されている。

## 沿革
熱心な法華経信者であった小島愛之助により、京都への参拝者などを対象に1920年（大正9年）9月12日に京都駅前で創業。当時の旅館では一般的であった相部屋をやめて個室を導入し、低価格を維持するなど、現在のビジネスホテルの形態をいち早く導入した。1950年の大阪店、1954年の上野池之端店の開業をはじめとして、全国に店舗を広げていった。
1994年に上野池之端店をシティホテルに改築し、ホテルCOSIMAとしてオープンさせた。菊竹清訓設計による斬新な建物が話題になるが、過大投資などが原因で1997年に京都地方裁判所に会社更生法の適用を申請し、不動産会社山万グループの支援を受けた。 不採算店舗の整理や、山万の経営していたウィシュトンイン日本橋（ホテル法華イン東京日本橋への改名を経て、現アルモントイン東京日本橋）との統合などを行い、2008年9月に会社更生法を終結させる。現在はハイグレードホテルとして新ブランド『アルモントホテル』を展開させるなど、再度事業を拡張させている。

## 店舗
- ホテル法華クラブ - 標準的なビジネスホテル形態。12店舗。
- アルモントホテル / イン - ハイグレードタイプのビジネスホテル。5店舗。浅草と那覇おもろまちは法華クラブからのリブランド。アルモントインは3店舗で、東京日本橋は法華インからのリブランド。
- ウィシュトンホテルユーカリ - 山万の開発したニュータウン「ユーカリが丘」（千葉県佐倉市）に建設されたシティホテル。提携ホテル扱い。